# Libido (álbum)
Libido es el primer álbum del grupo homónimo, lanzado el 27 de agosto de 1998. En este álbum, la banda es influenciada por los movimientos musicales que estaban en su auge en esa época como el grunge y el rock británico. De esta primera producción se desprenden sencillos, como Sed (canción), Ojos de ángel, Como un perro, La casa de los gritos y Libido (canción).

## Grabación del álbum
Se grabó originalmente en julio de 1997 en el estudio "Amigos" en Lima. Jeffry Fischman lo llevó a EE. UU. y en el estudio "Cedar Creek Recording" en Texas se hizo la mezcla y masterización. Para luego volver a Lima y en agosto de 1998 publicarlo oficialmente.

## Lista de canciones
| N.º | Título                                  | Escritor(es)                     | Duración |  |
| 1.  | «Don»                                   | Antonio Jáuregui                 | 3:26     |  |
| 2.  | «Cicuta»                                | Antonio Jáuregui                 | 2:49     |  |
| 3.  | «Laberinto»                             | Jeffry Fishchman                 | 4:41     |  |
| 4.  | «Despierta»                             | Jeffry Fishchman                 | 3:40     |  |
| 5.  | «Mal tiempo»                            | Manolo Hidalgo                   | 3:19     |  |
| 6.  | «Monos»                                 | Jeffry Fischman                  | 3:35     |  |
| 7.  | «Como un perro»                         | Antonio Jáuregui                 | 3:47     |  |
| 8.  | «Viaje»                                 | Antonio Jáuregui                 | 2:28     |  |
| 9.  | «Ojos de ángel»                         | Antonio Jáuregui, Manolo Hidalgo | 2:50     |  |
| 10. | «Libido (canción)»                      | Manolo Hidalgo                   | 4:59     |  |
| 11. | «Sed (canción)» (Poema de Julio Brujis) | Antonio Jáuregui                 | 1:54     |  |
| 12. | «La casa de los gritos»                 | Manolo Hidalgo                   | 2:37     |  |

## Integrantes
- Salim Vera - Voz y guitarra rítmica.
- Antonio Jáuregui - Bajo y coros.
- Manolo Hidalgo - Primera guitarra.
- Jeffry Fischman - Batería, percusión, coros y cajón en canción 12.
- Inkeri Petrozzi - Violonchelo en canciones 11 y 12.
- Rafo Mckee - Arreglos de guitarra en canciones 2 y 4.

## Créditos
- Producido por: Libido
- Músicos invitados: Inkeri Petrozzi (violonchelo de canciones 11 y 12) , Rafo Mckee (arreglos de guitarra en canciones 2 y 4)
- Grabado en el estudio "Amigos" Lima - Perú
- Mezclado y masterizado en el estudio "Cedar Creek Recording" Austin- Texas USA
- Ingeniero de grabación: Sal Cornejo
- Ingeniero de mezcla: Fred Remmert
- Ingeniero de Masterización: Jim Wilson
- Distribución: "GJ Records"

- Datos: Q6542270